# Омаров, Муса Мугутдинович
Муса Мугутдинович (Мугуттинович) Омаров (16 июля 1959, с. Курла, Лакский район, Дагестанская АССР, РСФСР, СССР ) — советский и российский тренер по вольной борьбе, Заслуженный тренер России (30.04.1997). Депутат 5-го созыва Народного собрания Республики Дагестана (2011—2016).

## Биография
Родился 16 июля 1959 в селе Курла Лакского района в многодетной сельской семье. Рано лишившись родителей, Муса остался за старшего в семье. В 1977 году окончил махачкалинскую среднюю школу №38. С 1977 по 1980 годы проходил срочную службу в рядах Вооружённых сил Советского Союза, на военно-морском флоте на ракетном эсминце. В 1986 году с отличием окончил Киевский государственный институт физической культуры. С 1986 по 1992 годы работал в качестве тренера по вольной борьбе, а также на ответственных должностях в Госкомспорте Дагестанской АССР. В 1997 году его воспитанник Курамагомед Курамагомедов в Красноярске стал чемпионом мира, а Омаров был удостоен звания «Лучший тренер мира». Имеет также звания Заслуженный тренер России, Заслуженный работник физической культуры и спорта Республики Дагестан, квалификацию судьи Высшей международной категории Всемирной Федерации любительской борьбы. В 1999 году окончил юридический факультет Дагестанского государственного университета по специальности «юриспруденция». С 1999 по 2001 годы был первым заместителем главы администрации Лакского района. 11 марта 2007 года избран депутатом Лакского районного собрания. Также являлся генеральным директором службы доставки пенсий по Махачкале ООО «П-Тройка-Сервис-1». В июне 2014 года был назначен председателем Комитета по спорту, туризму и делам молодежи администрации города Махачкалы. В январе 2019 года был одним из сорока кандидатов на пост главы администрации Махачкалы.

## Известные воспитанники
- Курамагомедов, Курамагомед Шарипович — чемпион мира, 5-кратный чемпион Европы;